# Stefka Kostadinova
Stefka Kostadinova (bulgarsk: Стефка Костадинова, født 25. marts 1965 i Plovdiv) er en bulgarsk tidligere højdespringer og indehaver af den tidligere udendørsverdensrekord i disciplinen med 2,09 m. Hun er nuværende præsident for Bulgariens Olympiske Komité.
Kostadinova tilhørte verdenseliten i højdespring i perioden 1985-1997, og hun brød igennem med et brag i 1985, hvor hun  vandt guld ved både VM og EM indendørs. Året efter blev hun europamester udendørs, og dernæst blev 1987 hendes helt store år. Her blev hun igen både verdensmester og europamester indendørs, og hun satte ny verdensrekord ved VM med 2,05 m. Senere på året blev hun også verdensmester udendørs, og ved den lejlighed satte hun sin tredje verdensrekord med 2,09 m - en rekord, der fortsat er gældende. Hun indledte 1988 med endnu en EM-guldmedalje indendørs.
Kostadinova deltog for første gang ved OL i 1988 i Seoul, hvor hun naturligt nok var storfavorit. Hun havde da heller ikke de store problemer med at klare kvalifikationshøjden til finalen på 1,92 m. I finalen kom tre springere over 1,99 m: Kostadinova, Tamara Bykova fra Sovjetunionen og amerikaneren Louise Ritter. Bykova kom ikke over 2,01, hvilket de to øvrige gjorde, så guldet måtte afgøres mellem dem. Ingen af dem kom højere op, og da de begge havde klaret alle højder i første forsøg, måtte der en omspringning til. Her vandt Ritter temmelig overraskende og fik dermed guld, mens Kostadinova fik sølv og Bykova bronze.
I 1989 vandt Kostadinova sin tredje indendørs VM-guldmedalje, men ellers havde hun et par år uden de store internationale resultater, indtil EM indendørs i 1992, hvor hun fik sølv. Hun var i disse år ramt af skader, men var dog stadig blandt favoritterne ved OL 1992 i Barcelona sammen med tyske Heike Henkel. Men Kostadinova sprang i finalen ikke højere end 1,94 m, hvilket gav hende en fjerdeplads, mens Henkel vandt guld med 2,02 m.
I 1993 vandt hun sit fjerde verdensmesterskab indendørs, og i 1994 vandt hun igen EM-guld. Med VM-guld udendørs i 1995 var hun derfor endnu engang blandt favoritterne ved OL 1996 i Atlanta. Hun klarede i lighed med elleve andre springere 1,93 m i kvalifikationen og var dermed i finalen. Her fulgte to springere med hende på 2,01 m, men Inha Babakova fra Ukraine nåede ikke højere og fik dermed bronze. Grækeren Niki Bakogianni klarede ligesom Kostadinova 2,03 m, men kom ikke højere op, så da Kostadinova derpå sprang 2,05 m var guldet hendes. Hun forsøgte sig derpå tre gange på verdensrekordhøjden 2,10 m, men uden held.
Kostadinova vandt sit femte og sidste VM-guld indendørs i 1997, hvorpå hun indstillede sin aktive karriere.
Stefka Kostadinova gik derpå ind i idrætspolitik og -administration, og hun var blandt andet vicepræsident i det bulgarske atletikforbund, vicepræsident for den Olympiske Komité og vicesportsminister (2003-05), inden hun i 2005 overtog posten som præsident for den bulgarske Olympiske Komité.
Hun var i omkring ti år gift med sin træner, Nikolaj Petrov, men parret blev skilt i 1999.

## Verdensrekorder
- 2,07 25. maj 1986 Sofia, Bulgarien (tangering af Lyudmila Andonovas rekord)
- 2,08 31. maj 1986, Sofia, Bulgarien
- 2,09 30. august 1987, Rom, Italien